# Scottish Trades Union Congress
Lo Scottish Trades Union Congress (conosciuto anche con la sigla STUC; in italiano Congresso dei Sindacati Scozzesi) è l'organismo di coordinamento dei sindacati e delle camere sindacali locali in Scozia. Con 37 sindacati e 22 camere sindacali locali affiliati al 2010 lo STUC rappresenta circa 630.000 sindacalisti.
Lo STUC non è un organismo regionale o una sezione locale del Trades Union Congress (TUC) (che è attivo nel resto della Gran Bretagna), ma è un organo distinto e completamente autonomo dal TUC .
Fu istituito nel 1897 a Glasgow a seguito delle divergenze politiche proprio con il TUC riguardo alla rappresentanza politica nel movimento dei lavoratori che confluirà nel partito laburista.
L'attuale segretario dello STUC è Grahame Smith.